# Campeonato de España de Ciclismo en Ruta 2011
El CX Campeonato de España de Ciclismo en Ruta se celebró el 26 de junio de 2011 por un circuito en la Provincia de Castellón, con meta situada en la ciudad de Castellón de la Plana.
El gran dominador de la prueba fue el equipo Movistar, que contaba con superioridad numérica al contar con 17 participantes. José Joaquín Rojas, el gran favorito, pudo seguir el ritmo impuesto por Alberto Contador en la última ascensión a 15 kilómetros de meta. Ambos ciclistas colaboraron hasta la meta donde Rojas superó con facilidad al tricampeón del Tour de Francia. A 28 segundos llegó un reducido grupo de perseguidores donde Koldo Fernández de Larrea hizo valer su punta de velocidad para ganar el sprint del grupo y obtener el bronce por segunda vez consecutiva, aunque finalmente Koldo fue segundo a causa de la sanción a Alberto Contador por el Caso Contador, logrando finalmente Jesús Herrada la medalla de bronce.

## Clasificación final
| \| 1. \| \| José Joaquín Rojas \| Movistar \| 5h 01" 25' \| \| 2. \| \| Koldo Fernández de Larrea[2] \| Euskaltel-Euskadi \| + 28" \| \| 3. \| \| Jesús Herrada \| Movistar \| m.t. \| \| 4. \| \| Ángel Madrazo \| Movistar \| m.t. \| \| 5. \| \| Pablo Lastras \| Movistar \| m.t. \| \| 6. \| \| Juan Antonio Flecha \| Sky \| m.t. \| \| 7. \| \| Luis Pasamontes \| Movistar \| m.t. \| \| 8. \| \| Víctor Cabedo \| Orbea Continental \| m.t. \| \| 9. \| \| Marcos García \| KTM-Murcia \| m.t. \| \| 10. \| \| Gorka Verdugo \| Euskaltel-Euskadi \| m.t. \| |  |                           |                   |            |
| 1. |  | José Joaquín Rojas        | Movistar          | 5h 01" 25' |
| 2. |  | Koldo Fernández de Larrea | Euskaltel-Euskadi | + 28"      |
| 3. |  | Jesús Herrada             | Movistar          | m.t.       |
| 4. |  | Ángel Madrazo             | Movistar          | m.t.       |
| 5. |  | Pablo Lastras             | Movistar          | m.t.       |
| 6. |  | Juan Antonio Flecha       | Sky               | m.t.       |
| 7. |  | Luis Pasamontes           | Movistar          | m.t.       |
| 8. |  | Víctor Cabedo             | Orbea Continental | m.t.       |
| 9. |  | Marcos García             | KTM-Murcia        | m.t.       |
| 10. |  | Gorka Verdugo             | Euskaltel-Euskadi | m.t.       |

## Alberto Contador y el Caso Contador
A pesar de que Alberto Contador no diese positivo en esta carrera ni en las anteriores durante el año, el 6 de febrero de 2012 la UCI, a instancias del TAS, decidió anular todos los resultados del ciclista español durante el 2011 debido a su positivo por clembuterol en el Tour de Francia 2010.
Por lo tanto oficialmente Contador fue descalificado del campeonato nacional con la indicación "0 DSQ" (descalificado), aunque indicando el tiempo con el que había acabado la carrera, en la que finalizó segundo. Su exclusión supuso que los corredores que quedaron por detrás de él (hasta el 21º) subiesen un puesto en la clasificación, quedando vacante la vigesimoprimera posición.